# Новая Андалусия
Губернаторство Новая Андалусия (исп. Gobernación de Nueva Andalucía) — территориальная единица Испанской империи в Южной Америке.
Губернаторство было образовано указом Карла V от 21 марта 1534 года, первым губернатором стал аделантадо Педро де Мендоса; в 1549 году было переименовано в губернаторство Рио-де-ла-Плата. Согласно чилийской историографии, Губернаторство представляло собой полосу от Атлантического до Тихого океана, северной границей которой (отделявшей Новую Андалусию от отданного Диего де Альмагро губернаторства Новое Толедо) стала 35-я параллель (южной широты). Согласно аргентинской историографии, Государство простиралось от Рио-де-ла-Плата вдоль побережья Атлантического океана до Магелланова пролива, а также 200 лиг побережья Тихого океана от западного устья пролива до 41 градуса широты, которые были переданы Педро де Мендосе, Альвару Нуньесу Кабесе де Ваке и Доминго Мартинесу де Ирале в соответствии с Капитуляцией Хуана Ортиса де Сарате от 1 июня 1570 года. Таким образом, в состав губернаторства входили земли, относящиеся к таким современным государствам, как Аргентина, Чили, Уругвай, Парагвай и Бразилия. Губернаторство подчинялось созданному в 1542 году вице-королевству Перу.
Указом короля Филиппа III от 16 декабря 1617 года губернаторство было разделено на два: губернаторство Парагвай и губернаторство Рио-де-ла-Плата.

## Губернаторы
- Педро де Мендоса (1534—1537)
- Хуан де Айолас (1537—1538)
- Франсиско Руис Галан (1537—1541)
- Доминго Мартинес де Ирала (1538—1542)
- Альвар Нуньес Кабеса де Вака (1542—1544)
- Доминго Мартинес де Ирала (1544—1556)
- Гонсало де Мендоса (1556—1558)
- Франсиско Ортис де Вергара (1558—1568)
- Фелипе де Касерес (1568—1574)
- Мартин Суарес де Толедо (1574—1575)
- Хуан Ортис де Сарате (1575—1576)
- Диего Ортис де Сарате и Мендиета (1576—1578)
- Хуан Торрес де Вера и Арагон (1578)
- Хуан де Гарай (1578—1583)
- Родриго Ортис де Сарате (1583)
- Хуан де Торрес Наваретте (1583—1586)
- Алонсо де Вера и Арагон и Осес (1586—1592)
- Эрнандо Ариас де Сааведра (1592)
- Фернандо де Сарате (1592—1593)
- Бартоломе Сандовал и Окампо (1593)
- Фернандо де Сарате (1594—1595)
- Хуан Рамирес де Веласко (1595—1597)
- Эрнандо Ариас де Сааведра (1597—1599)
- Диего Родригес Вальдес и де ла Банда (1599—1600)
- Франсес де Бомонт и Наварра (1600—1602)
- Эрнандо Ариас де Сааведра (1602—1609)
- Диего Марин де Негрон (1609—1613)
- Матео Леаль де Айяла (1613—1615)
- Франсиско Гонсалес де Сатна Крус (1615)
- Франсес де Бомонт и Наварра (1615)
- Эрнандо Ариас де Сааведра (1615—1618)